# دوغلاس مكاي
جيمس دوغلاس مكاي (بالإنجليزية: Douglas McKay)‏ (24 يونيو 1893 - 22 يوليو 1959) هو رجل أعمال وسياسي من ولاية أوريغون الأمريكية. خدم في الحرب العالمية الأولى قبل أن يتجه إلى الأعمال التجارية، حيث حقق النجاح كتاجر سيارات في سايلم. كان مكاي جمهوريا وشغل منصب عضو مجلس المدينة والعمدة لمدينة سايلم قبل أن ينتخبات لمجلس شيوخ ولاية أوريغون. خدم مكاي أربع فترات في مجلس شيوخ الولاية، وحارب أيضا في الحرب العالمية الثانية، ثم تم انتخابه ليكون الحاكم الخامس والعشرين لولاية أوريغون في عام 1948. غادر هذا المنصب قبل نهاية ولايته عندما تم اختياره ليكون وزير الداخلية الأمريكى الخامس والثلاثين خلال إدارة دوايت أيزنهاور.

## التعليم
تعلم في جامعة ولاية أوريغون.

## روابط خارجية
- دوغلاس مكاي على موقع مونزينجر (الألمانية)
- دوغلاس مكاي على موقع إن إن دي بي (الإنجليزية)